# Balanus pentacrini
Balanus pentacrini är en kräftdjursart som beskrevs av Hoek 1913. Balanus pentacrini ingår i släktet Balanus och familjen havstulpaner. Inga underarter finns listade i Catalogue of Life.